# Stig Sundqvist
Stig Sundqvist (* 19. Juli 1922; † 3. August 2011) war ein schwedischer Fußballer und ehemaliger Nationalspieler.

## Laufbahn
In den 1940er Jahren spielte Sundqvist für IFK Norrköping in der Allsvenskan und konnte mehrere Meistertitel mit dem Verein feiern. 1950 wechselte er mit seinem Vereinskameraden Knut Nordahl zum AS Rom, wo er bis 1953 aktiv war. Nachdem er mit dem Klub 1951 aus der Serie A abgestiegen war, gelang der sofortige Wiederaufstieg.
Sundqvist bestritt elf Länderspiele für die schwedische Nationalmannschaft. Er gehörte bei der Weltmeisterschaft 1950 zu der schwedischen Mannschaft, die Weltmeisterschaftsdritter wurde. Nach seinem Wechsel nach Italien wurde er nicht mehr nominiert, da der Verband Fußballprofis nicht berücksichtigte.